# رون مكلور
رون مكلور (بالإنجليزية: Ron McClure)‏ هو عازف جاز وموسيقي أمريكي، ولد في 22 نوفمبر 1941 في نيو هيفن في الولايات المتحدة.

## وصلات خارجية
- رون مكلور على موقع IMDb (الإنجليزية)
- رون مكلور على موقع ميوزك برينز (الإنجليزية)
- رون مكلور على موقع أول ميوزيك (الإنجليزية)
- رون مكلور على موقع ديسكوغز (الإنجليزية)